# Francismar
Francismar Carioca de Oliveira est un footballeur brésilien né le 18 avril 1984. Il évolue au poste de milieu de terrain.